# Charles Douglas, VI marchese di Queensberry
Charles Douglas, VI marchese di Queensberry (1777 – 3 dicembre 1837), è stato un nobile scozzese.

## Biografia
Era il primogenito di Sir William Douglas, IV Baronetto, e di sua moglie, Grace Johnstone.

## Carriera
Nel 1783 ereditò dal padre il titolo di Baronetto. Nel 1810, successe al cugino, William Douglas, IV duca di Queensberry, come marchese di Queensberry. Dal 1812 al 1832 è stato un pari di Scozia. Nel 1821 venne nominato Cavaliere del Cardo e barone Solway. Nel 1833 entrò nella Camera dei lord.

## Matrimonio
Sposò, il 13 agosto 1803, Lady Caroline Scott (1774-1854), terzogenita di Henry Scott, III duca di Buccleuch e di Lady Elizabeth Montagu. Ebbero sei figlie:
- Lady Louisa Anne Douglas (?-31 agosto 1871), sposò Thomas Charlton Whitmore, ebbero dieci figli;
- Lady Jane Margaret Mary Douglas (?-15 aprile 1881), sposò Robert Johnstone-Douglas, ebbero quattro figli;
- Lady Mary Elizabeth Douglas (1808-16 maggio 1888), sposò il reverendo Thomas Wentworth Gage, ebbero un figlio;
- Lady Elizabeth Katrinka Douglas (?-26 aprile 1874), sposò Henry George St. Foote, non ebbero figli;
- Lady Anne Georgina Douglas (?-28 novembre 1899), sposò Charles Stirling-Home-Drummond-Moray, ebbero tre figli;
- Lady Harriet Christian Douglas (?-26 luglio 1902), sposò il reverendo Very Augustus Duncombe, ebbero due figli.

## Morte
Morì il 3 dicembre 1837. Alla sua morte senza eredi maschi, il marchesato e baronetto passarono a suo fratello, mentre la baronia si estinse.

## Onorificenze
| Controllo di autorità | VIAF (EN) 315694093 |